# Olfato

Sistema olfatorio humano.1= Bulbo olfatorio:
2= Células mitrales; 4= Epitelio olfatorio; 5= Glomérulo olfatorio; 6= Neuronas receptoras olfatorias.

El olfato (del latín olfactus) es el sentido encargado de detectar y procesar los olores. Se ha definido el olfato como un sentido químico en el que actúan como estimulantes, las partículas aromáticas u odoríferas desprendidas de los cuerpos volátiles que a través del aire aspirado, entran en contacto con el epitelio olfativo situado en el humano en la profundidad de las fosas nasales, detrás de la nariz.
Los glomérulos agrupan las señales de estos receptores y las transmiten al bulbo olfatorio, donde la entrada sensorial comenzará a interactuar con las partes del cerebro responsables de la identificación olfativa, la memoria y la emoción.
Hay muchas cosas diferentes que pueden interferir con un sentido del olfato normal, incluyendo daños en la nariz o en los receptores del olfato, anosmia, infecciones respiratorias superiores, lesión cerebral traumática y enfermedad neurodegenerativa.

## Historia

La Dama y el Unicornio, tapiz flamenco que representa el sentido del olfato, 1484-1500. Musée national du Moyen Âge, París.

Los primeros estudios científicos sobre el sentido del olfato incluyen la extensa tesis doctoral de Eleanor Gamble, publicada en 1898, que comparaba el olfato con otras modalidades de estímulo, y daba a entender que el olfato tenía una discriminación de menor intensidad.
Como especuló el filósofo romano epicúreo y atomista Lucrecio (siglo I  a. C.), los distintos olores se atribuyen a las diferentes formas y tamaños de los "átomos" (moléculas de olor en el entendimiento moderno) que estimulan el órgano olfativo.
Una demostración moderna de esa teoría fue la clonación de proteínas receptoras olfativas por Linda B. Buck y Richard Axel (que recibieron el Premio Nobel en 2004), y el posterior emparejamiento de moléculas olorosas con proteínas receptoras específicas. Cada receptor de olor reconoce sólo una característica molecular particular o clase de moléculas de olor. Los mamíferos tienen alrededor de mil genes que codifican para recepción de olores. De los genes que codifican los receptores de olor, sólo una parte son funcionales. Los humanos tienen muchos menos genes receptores de olores activos que otros primates y otros mamíferos. En los mamíferos, cada neurona receptora olfativa expresa sólo un receptor de olor funcional. Las células nerviosas receptoras de olores funcionan como un sistema de cerradura con llave: si las moléculas transportadas por el aire de una determinada sustancia química pueden encajar en la cerradura, la célula nerviosa responderá.
En la actualidad existen varias teorías que compiten entre sí sobre el mecanismo de codificación y percepción de los olores. Según la teoría de la forma, cada receptor detecta una característica de la molécula de olor. La teoría de la forma débil, conocida como teoría del odotopo, sugiere que los distintos receptores detectan sólo pequeños fragmentos de moléculas, y que estas entradas mínimas se combinan para formar una percepción olfativa más amplia (de forma similar a como la percepción visual se construye a partir de sensaciones más pequeñas y pobres en información, combinadas y refinadas para crear una percepción global detallada).
Según un nuevo estudio, los investigadores han descubierto que existe una relación funcional entre el volumen molecular de los odorantes y la respuesta neural olfativa.  Una teoría alternativa, la teoría de la vibración propuesta por Luca Turin, postula que los receptores de olor detectan las frecuencias de las vibraciones de las moléculas de olor en el rango infrarrojo mediante tunelización cuántica. Sin embargo, las predicciones conductuales de esta teoría han sido cuestionadas. Todavía no existe una teoría que explique por completo la percepción olfativa.

## Anatomía
El sentido del olfato del humano, está relacionado con las fosas nasales que se encuentran detrás de la nariz.

El esqueleto de la nariz se compone de hueso y cartílago hialino. El tabique nasal óseo divide la nariz y la fosa nasal derecha de la izquierda. 
El área olfatoria de la mucosa olfatoria, antiguamente llamada pituitaria amarilla, corresponde a la mucosa de la porción superior de cada fosa nasal y contiene el epitelio olfativo.

Los dos nervios olfatorios se originan en las dendritas de las neuronas receptoras olfativas y se dirigen luego de un trayecto de pocos milímetros, hacia adentro del cráneo, al bulbo olfatorio del cerebro.
Los axones de las células olfativas entran en el cráneo, a través de micro-orificios ubicados en la lámina cribosa del etmoides y alcanzan el bulbo olfatorio, situado en la región anterior del cerebro. Estos axones finalizan en las estructuras llamadas glomérulos olfatorios, pequeñas terminaciones de células olfativas de forma esférica donde se procesan las señales aromáticas que luego son conducidas por células receptoras especiales.

La información llega al sistema límbico y al hipotálamo, regiones cerebrales filogenéticamente muy antiguas que son fundamentales en el procesamiento de la memoria y la información emocional. A través de otras conexiones, la información olorosa alcanza la corteza cerebral en las regiones temporal y frontal, con lo que se vuelve consciente.

## Receptores olfatorios

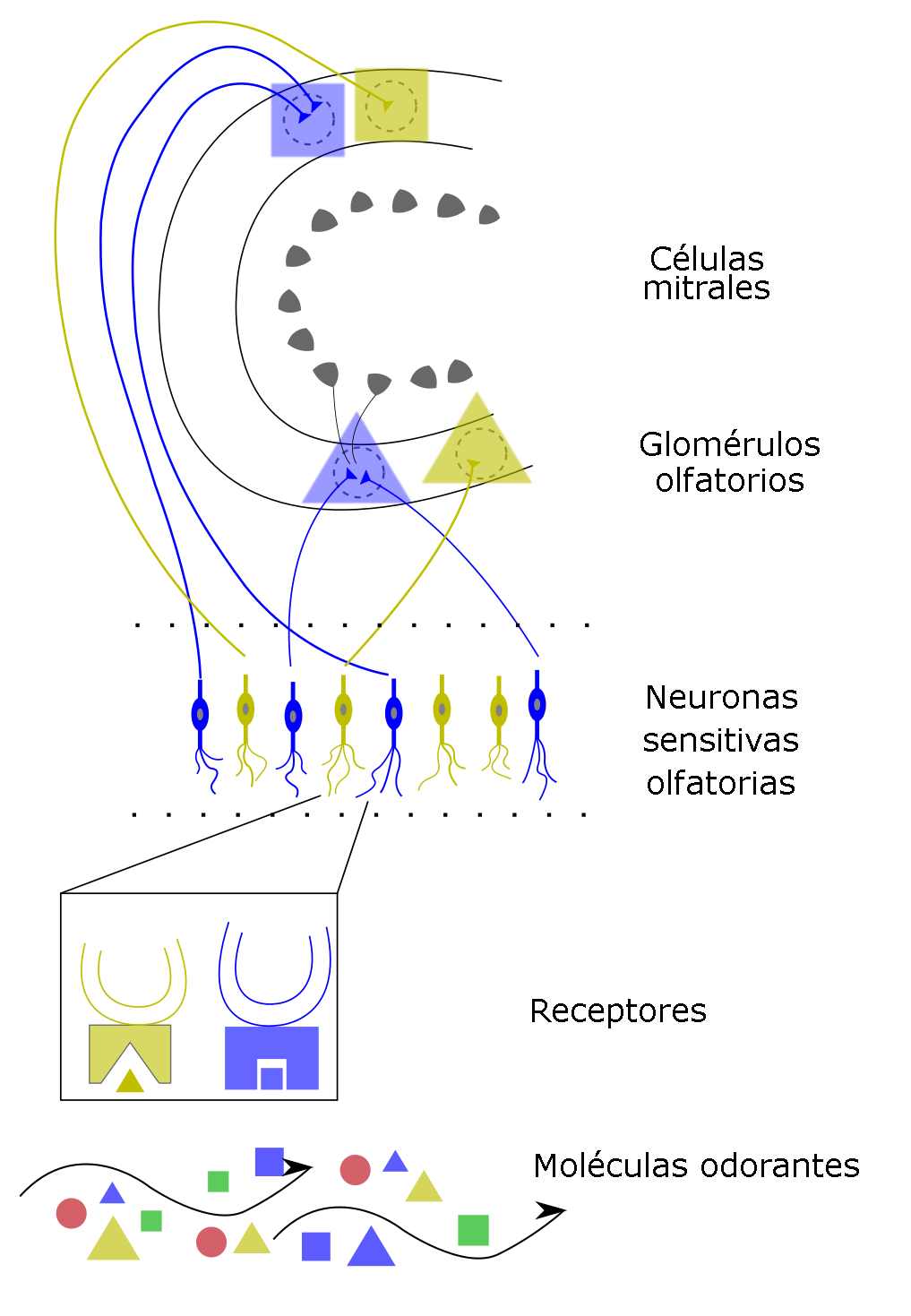
Esquema del sistema olfatorio.

Los receptores olfatorios se encuentra en el bulbo olfatorio. 
La mucosa que recubre el interior de las fosas nasales se llamaba antiguamente pituitaria y la mucosa inferior recibía el nombre de pituitaria roja. La mucosa superior o pituitaria amarilla es la región responsable del sentido del olfato y cuenta con células especializadas: los receptores olfatorios.
Para estimular los receptores olfatorios es necesario que las sustancias sean volátiles, han de desprender vapores que puedan penetrar en las fosas nasales, y que sean solubles en agua para que se disuelvan con la mucosidad y lleguen a las neuronas receptoras olfativas. Estas transmiten un impulso nervioso al bulbo olfatorio y de este a los centros olfatorios de la corteza cerebral, que es donde se interpreta la sensación de olor.
El genoma de los animales mamíferos contiene una gran cantidad de genes relacionados con la olfacción. Cada uno de ellos codifica una proteína que actúa como receptor específico de una sustancia odorífera. Se cree que un mamífero puede expresar alrededor de 1000 receptores diferentes de este tipo, por lo que la familia de proteínas que actúan como receptores odoríferos es una de las mayores en el genoma. El reconocimiento de un olor determinado viene dado por la estimulación simultánea de varios receptores, por lo que el número de posibles combinaciones es enorme. En 1991 se descubrieron los primeros genes de las proteínas receptoras del olor. Estas moléculas receptoras residen en la membrana de células sensoriales, que retienen un aroma y envían el mensaje correspondiente al cerebro a través de una cadena de reacciones químicas. En 1996 fue caracterizado el primer receptor olfativo humano.
Se han realizado numerosos intentos para clasificar los diferentes olores que el ser humano es capaz de detectar. En una de las más recientes se establecen 10 categorías básicas: fragante/floral, leñoso/resinoso, frutal no cítrico, químico, mentolado/refrescante, dulce, quemado/ahumado, cítrico, podrido y acre/rancio. No obstante probablemente ninguna de las clasificaciones realizadas sea satisfactoria, dado que en realidad los aromas que percibimos son la suma de una mezcla de diferentes olores primarios, cada uno de los cuales corresponde a una sustancia química diferente con una fórmula concreta. El número de olores primarios es altísimo y está determinado por la existencia de receptores celulares específicos para cada uno de ellos.

## Fisiología
Las sustancias odorantes son compuestos químicos volátiles transportados por el aire. Los objetos olorosos liberan a la atmósfera moléculas que se perciben al inspirar el aire. Estas moléculas alcanzan el epitelio olfativo, donde son detectadas por receptores situados en las neuronas receptoras olfativas sensoriales. Los 20 o 30 millones de células olfativas humanas contienen, en su extremo anterior, alrededor de 20 pequeños filamentos sensoriales (cilios). El moco nasal acuoso transporta las moléculas aromáticas a los cilios con ayuda de proteínas fijadoras; en los cilios, las moléculas ambientales causantes del olor se unen a receptores específicos que transforman las señales químicas de la moléculas odoríferas en respuestas eléctricas.
Una vez que los odorantes presentes en el aire inspirado contactan con los receptores olfatorios de la mucosa nasal, se desencadena una señal nerviosa que parte de las neuronas receptoras olfativas del Epitelio olfativo y se transmite a través de axones que salen de dichas células. Estos axones forman grupos y atraviesan la lámina cribosa del hueso etmoides situada en el techo de la nariz hasta alcanzar el bulbo olfatorio. En esta región del cerebro se forma una estructura sináptica llamada glomérulo olfatorio que permite tanto la integración como la concentración y amplificación de la señal olfatoria. Posteriormente la señal nerviosa circulando a través del tracto olfatorio se dirige a la corteza cerebral, principalmente a la corteza piriforme del lóbulo temporal, próxima al quiasma óptico, y desde allí llega al sistema límbico e hipocampo donde se establece la memoria olfativa y los recuerdos agradables y desagradables que se asocian a determinados olores. Otras áreas importantes del cerebro relacionadas con el sentido del olfato se localizan en el tálamo y la corteza frontal.

## Enfermedades olfativas
- Anosmia: Es la pérdida del olfato. En ocasiones es congénita (presente desde el momento del nacimiento) y puede deberse a un trastorno de origen genético.[24]
- Hiposmia: Es la reducción de la capacidad de detectar los olores. Puede deberse simplemente a la edad avanzada que provoca pérdida fisiológica en la capacidad para detectar sustancias odoríferas, pero gran parte de los casos se deben a infecciones repetitivas de las vías aéreas superiores tanto de la nariz como de los senos paranasales que dañan a la mucosa. En ocasiones está causada por la existencia de pólipos nasales o es debida a traumatismos craneales.[24]
- Hiperosmia. Aumento en la capacidad de detectar olores.
- Parosmia. Percepción distorsionada de un olor presente en el ambiente.
- Fatiga olfativa. Es un proceso normal y no una enfermedad. Consiste en que en presencia de un fuerte olor, la sensación se atenúa si se prolonga la exposición en el tiempo. En realidad se trata de un proceso fisiológico de adaptación sensorial en el que el sistema nervioso altera el umbral de sensibilidad a determinados estímulos odoríferos.[25]